# Earth vs. the Spider
Earth vs. the Spider (a.k.a. The Spider) és una pel·lícula realitzada de manera independent en blanc i negre de ciència-ficció de terror estatunidenca del 1958 produïda i dirigida per Bert I. Gordon, que també va proporcionar l'argument sobre el qual es va basar el guió de George Worthing Yates i Laszlo Gorog. Tot i que el títol suggereix una crisi global, la pel·lícula se centra completament en una petita ciutat aterroritzada per una aranya gegant l'origen de la qual mai s'explica. La pel·lícula és protagonitzada per Ed Kemmer, June Kenney i Eugene Persson. Els efectes especials van ser de Bert I. Gordon i Paul Blaisdell. Earth vs. the Spider va ser llançada per American International Pictures com a doble sessió en diferents mercats cinematogràfics amb The Brain Eaters o The Screaming Skull.

## Argument
Jack Flynn condueix per una autopista a la nit mirant una polsera que va comprar a la seva filla adolescent Carol per al seu aniversari, quan el seu camió participa en un xoc massiu. L'endemà al matí, la Carol està preocupada perquè el seu pare que no va bé no va tornar a casa la nit anterior. Ella convenç el seu xicot Mike perquè l'ajudi en una recerca. Troben el seu camió accidentat i la polsera. Pensant que podria haver-se refugiat en una cova propera, investiguen. A la foscor de la cova, baixen d'una cornisa i cauen sobre la gegantina xarxa d'una enorme taràntula, que emergeix i els persegueix fora de la cova.
El xèrif no es creu a Carol i Mike sobre l'aranya gegant, però el seu professor de ciències, el senyor Kingman, el convenç de tornar a la cova amb grans quantitats de DDT. Troben el cos d'en Jack, drenat de líquids, i ruixen DDT per tota la cova per eliminar i després matar l'aranya. El cos aparentment sense vida de l'aranya es porta de tornada a la ciutat al gimnàs de l'institut, on Kingman vol estudiar-lo, preocupat perquè siguin les condicions que l'hagin creat puguin produir tota una raça d'aranyes gegants. Un grup d'adolescents utilitza el gimnàs per practicar números de rock and roll que tocaran per a un ball de l'escola. La música desperta l'aranya i s'estavella contra la paret del gimnàs. El conserge, aturant-se a trucar al professor, és assassinat.
L'aranya aterroritza la ciutat, matant una sèrie de persones abans de dirigir-se a la casa de Kingman, atacant la seva dona i el seu fill. Kingman, al seu cotxe, crida l'atenció de l'aranya i l'atreu fora de la ciutat abans d'escapar-se i tornar per confirmar que la seva dona i el seu fill estan a salvo.
Es veu l'aranya tornant a la seva cova. El xèrif i Kingman utilitzen dinamita per segellar-hi l'aranya, però després descobreixen que Carol i Mike havien anat a la cova per recuperar la polsera que el seu pare li havia comprat com a record final d'ell. Una tripulació es posa a treballar excavant a la cova a través del seu sostre. Kingman adquireix un parell d'elèctrodes grans de la companyia elèctrica i fa passar cables a algunes línies elèctriques. Amb l'esperança d'escapar-se de l'abast de l'aranya, Carol i Mike avancen cap a una cornisa estreta, que s'ensorra darrere d'ells, deixant-los atrapats. L'aranya baixa sobre un fil de tela per arribar-hi. La gent del poble arriba i llancen un dels elèctrodes a Mike. Kingman i Mike utilitzen els elèctrodes per electrocutar l'aranya, que cau, empalant-se a les estalagmites. La dinamita es torna a utilitzar per segellar la cova, i el xèrif comenta amb satisfacció que l'aranya romandrà morta i enterrada, a la qual cosa Kingman comenta: "A menys que algun cap d'ou la torni a desenterrar!"

## Repartiment
- Ed Kemmer com el Sr. Kingman
- June Kenney com a Carol Flynn
- Eugene Persson com a Mike Simpson
- Gene Roth com el xèrif Cagle
- Hal Torey com el Sr. Simpson
- June Jocelyn com a senyora Flynn
- Mickey Finn com a Sam Haskel
- Sally Fraser com la senyora Helen Kingman
- Troy Patterson com a Joe
- Skip Young com a Sam (el baixista)
- Howard Wright com a Jake
- Bill Giorgio com a xerif adjunt Sanders
- Hank Patterson com a Hugo (conserge de secundària)
- Jack Kosslyn com el Sr. Fraser (professor del club de càmera)
- Bob Garnet com a home de control de plagues de Springdale
- Shirley Falls com a operadora de centraleta
- Bob Tetrick com el xèrif adjunt Dave
- Nancy Kilgas com a ballarina
- George Stanley com un dels homes de la cova
- David Tomack com a capataz de la línia elèctrica
- Merritt Stone com a Jack Flynn (el pare de Carol)
- Dick D'Agostin com a pianista

## Producció
El títol original de la pel·lícula a la pantalla era Earth vs. the Spider, però quan The Fly (també estrenada el 1958) es va convertir en un èxit de taquilla, el títol es va escurçar només a The Spider a tot els material publicitari. El títol de la pantalla original, però, no es va canviar mai.
La sala de cinema on treballa Mike mostra un cartell de pel·lícula que anuncia de manera destacada The Amazing Colossal Man, mentre que l'envelat mostra que actualment està en marxa Attack of the Puppet People, que passa també a protagonitzar Kenney. Ambdues pel·lícules també van ser dirigides per Gordon. Attack of the Puppet People va ser l'última pel·lícula que Gordon va fer per a American International Pictures durant uns quants anys, amb el director afirmant que l'estudi no li havia pagat adequadament. Tanmateix, va tornar a AIP als anys 70.
Alguns dels interiors de les coves es van filmar amb fotografies del Parc Nacional de les Cavernes de Carlsbad a Nou Mèxic, amb escenes d'acció en directe filmades al Bronson Canyon al Parc Griffith prop de Los Angeles. L'expert en efectes especials Paul Blaisdell va crear una pota d'aranya gegant de mida natural per utilitzar-la a la pel·lícula, així com un cadàver dessecat semblant a una mòmia que es va utilitzar per representar les víctimes de l'aranya. en diverses escenes. El mateix maniquí es va utilitzar per filmar tant el conductor del camió mort des del començament de la pel·lícula com un adjunt del xèrif; només calia un canvi de roba al maniquí.
El pressupost de la pel·lícula va ser de 146.000 dòlars.

## Estrena
La pel·lícula va tenir el llançament més gran d'AIP en aquell moment, estrenant-se a 400 sales a mitjanit de Halloween de 1958.

## Recepció
La resposta crítica per Earth vs. The Spider ha estat mixta. Bruce Eder d’Allmovie va donar una crítica positiva a la pel·lícula, qualificant-la de "la més entretinguda, si no la millor, de les diferents pel·lícules de ciència-ficció fantàstica de Bert I. Gordon". Tanmateix, Eder va dir que els efectes especials de la pel·lícula estaven anticuats. Escrivint a DVD Talk, el crític Glenn Erickson va informar que tot i que la pel·lícula "[o]casionalment […] sembla existir en una dimensió diferent", "Funciona millor que la majoria de les pel·lícules de Bert I. Gordon perquè bàsicament ens agraden els herois adolescents, tot i que estan tan mal dirigits que és difícil de creure el que facin", i va afegir que els "no sequiturs" de la pel·lícula són una gran alegria per als fans de la criatura de la pel·lícula." El crític Gary Tooze va descriure la pel·lícula com "feble, fins i tot pels baixos estàndards del gènere, però té atractiu amb els seus personatges unidimensionals i els seus punts argumentals limitats."

## En la cultura popular
Aquesta pel·lícula va ser una de les moltes pel·lícules presentades a la tercera temporada del programa de televisió Mystery Science Theatre 3000.
Un breu clip d'aquesta pel·lícula es pot veure en un dels plats de televisió de la pel·lícula de Disney de 2002 Lilo & Stitch.
Es va mostrar al programa de MeTV Svengoolie el 25 de desembre de 2021 i de nou la nit de Cap d'Any 2022.